# L'allegra banda di Nick
L'allegra banda di Nick (The Beachcombers) è una serie televisiva canadese in 387 episodi trasmessa in Canada e negli Stati Uniti dal 1972 al 1990 e in molte altre nazioni (tra cui Germania, Regno Unito, Sudafrica, Australia, Nuova Zelanda, Irlanda, Egitto) negli anni seguenti. La serie è stata trasmessa anche in Italia dove è conosciuta anche con il titolo di La Baia dei Cedri. Tutta la serie è stata girata per tutti i suoi diciannove anni di produzione a Vancouver e a Gibsons, in Canada. La serie generò anche un film, The New Beachcombers, prodotto nel 2002 e nel quale gli unici attori originari furono Jackson Davies e Pat John. Questo lungometraggio nei progetti era il pilota per il sequel di una nuova serie adattata da quella originale.

## Trama
La serie, che si sviluppa lungo centinaia di episodi ed un periodo di produzione di 18 anni, ruota intorno alla vita del personaggio principale, Nick Adonidas, un tuttofare di origine greca che lavora nella baia di Vancouver in Canada e su tutta una serie di personaggi che bazzicano il Molly's Reach, bar caffetteria nella cittadina di Gibsons gestito da Molly (Rae Brown) e dai suoi due figli Hughie (Bob Park) e Margret (Nancy Chapple).

## Personaggi
- Nick Adonidas (stagioni 1-19) interpretato da Bruno Gerussi.
- Relic (stagioni 1-19) interpretato da Robert Clothier.
- Jesse Jim (stagioni 1-19) interpretato da Pat John.
- Capitano Jack O'Gorman (stagioni 1-19) interpretato da Joe Austin.
- Molly Carmody (stagioni 1-15) interpretato da Rae Brown.
- Hugh Carmody (stagioni 1-5) interpretato da Bob Park.
- Giles Hope (stagioni 1-18) interpretato da Terry David Mulligan.
- Margaret Carmody (stagioni 1-12) interpretata da Nancy Chapple.
- Chief Moses Charlie (stagioni 1-10) interpretato da Chief Dan George.
- McLoskey (stagioni 2-5) interpretato da Reg Romero.
- Lars (stagioni 2-3) interpretato da Robert Underwood.
- Sadie (stagioni 2-9) interpretato da Frances Hyland.
- Margaret Carmody (stagioni 2-5) interpretata da Juliet Randall.
- Jimmy Dalson (stagioni 2-18) interpretato da Graeme Campbell.
- Susie (stagioni 2-18) interpretata da Shirley Barclay.
- Axel Dashwood (stagioni 2-18) interpretato da Ted Stidder.
- Mrs. Brody (stagioni 2-18) interpretata da Lillian Carlson
- Wainwright (stagione 2) interpretato da Neil Dainard.
- Tizzy (stagione 2) interpretata da Christine Fabritz.
- Kydaka Skipper (stagioni 2-16) interpretato da Dale Wilson.
- Angus Calhoun (stagioni 3-5) interpretato da Stefan Winfield.
- The Collector (stagioni 3-8) interpretato da Franz Russell.
- Mr. Crispin (stagioni 3-17) interpretato da Roger Allford.
- McPhee (stagione 3) interpretato da Toni Sinclair.
- John Vincent (stagioni 4-7) interpretato da Gordon Pinsent.
- Sara (stagioni 5-19) interpretata da Charlene Aleck.
- Bullhead Brown (stagioni 5-15) interpretato da Jonathon Pallone.
- Constable John Constable (stagioni 8-19) interpretato da Jackson Davies.
- Pat O'Gorman (stagioni 8-19) interpretato da Dion Luther.
- Brownie (stagioni 8-15) interpretata da Donna Peerless.
- Zio Amos (stagioni 8-18) interpretato da Sid Williams.
- Brownie (stagione 8) interpretata da Aura Pithart.
- Gertie (stagioni 9-13) interpretato da Joy Coghill
- Buzz (stagioni 10-18) interpretato da Howard Storey.
- Laurel (stagioni 11-19) interpretata da Marianne Jones.
- Tommy (stagioni 11-19) interpretato da Cory Douglas.
- Sal (stagioni 11-18) interpretata da Shirley Broderick.
- Maury Bankson (stagioni 13-18) interpretato da Wes Tritter.
- Charlie Murphy (stagioni 13-18) interpretato da Matthew Walker.
- Smitty (stagioni 15-18) interpretato da David Battle.
- Randal Yip (stagioni 15-18) interpretato da Tong Lung.
- Carla (stagione 15) interpretata da Beatrice Boepple.
- Ceece (stagione 15) interpretato da Joseph Golland.
- Jaon Leonard (stagioni 15-18) interpretato da Jeff Irvine.
- Joan (stagioni 15-16) interpretato da Pam Barnsley.
- Cliente (stagioni 15-18) interpretata da Sheelah Megill.
- Ashley (stagioni 15-19) interpretato da Christopher Gaze.
- Milo (stagione 15) interpretato da Brian Downey.
- Peter (stagione 15) interpretato da Wally Marsh.
- Mayor Tingsley (stagione 15) interpretata da Sheila Moore.
- Pearl (stagione 15) interpretato da Marlane O'Brien.
- Graham (stagioni 16-19) interpretato da Cameron Bancroft.
- Dana Battle (stagioni 17-19) interpretata da Janet-Laine Green.
- Sam Battle (stagioni 17-19) interpretato da Beau Heaton.
- Jenny Halstrom (stagioni 17-18) interpretato da P.J. Brookson.
- Mrs. Halstrom (stagioni 17-18) interpretata da Irene Miscisco.
- Pharmacist (stagioni 17-18) interpretato da Don Wallace.
- Dr. Ann Shirley (stagioni 17-19) interpretata da Moira Walley.
- Jordan 'Silicon' Smith (stagione 17) interpretato da Jason Michas.
- Fernley (stagioni 18-19) interpretato da Kevin Conway.
- Sergente Binns (stagione 18) interpretato da Bill Murdoch.
- Ted Blake (stagione 18) interpretato da Booth Savage.
- Joe Malik (stagione 18) interpretato da Peter Blackwood.
- Guardia del corpo (stagione 18) interpretato da Ian Belcher.
- Chu (stagione 18) interpretato da Harvey Chao.
- May-Lin (stagione 18) interpretata da Dinah Gaston.
- Lilly (stagione 18) interpretata da Laara Ong.
- Wu (stagione 18) interpretato da Wong Shuck.

## Episodi
| Stagione                 | Episodi | Prima TV Canada | Prima TV Italia |
| ------------------------ | ------- | --------------- | --------------- |
| Prima stagione           | 26      | 1972-1973       |                 |
| Seconda stagione         | 23      | 1973-1974       |                 |
| Terza stagione           | 23      | 1974-1975       |                 |
| Quarta stagione          | 19      | 1975-1976       |                 |
| Quinta stagione          | 20      | 1976-1977       |                 |
| Sesta stagione           | 21      | 1977-1978       |                 |
| Settima stagione         | 18      | 1978-1979       |                 |
| Ottava stagione          | 20      | 1979-1980       |                 |
| Nona stagione            | 20      | 1980-1981       |                 |
| Decima stagione          | 16      | 1981-1982       |                 |
| Undicesima stagione      | 18      | 1982-1983       |                 |
| Dodicesima stagione      | 20      | 1983-1984       |                 |
| Tredicesima stagione     | 19      | 1984-1985       |                 |
| Quattordicesima stagione | 21      | 1985-1986       |                 |
| Quindicesima stagione    | 18      | 1986-1987       |                 |
| Sedicesima stagione      | 23      | 1987-1988       |                 |
| Diciassettesima stagione | 22      | 1988-1989       |                 |
| Diciottesima stagione    | 12      | 1989            |                 |
| Diciannovesima stagione  | 11      | 1990            |                 |